# Síndrome de Smith-Magenis
El síndrome de Smith-Magenis es una enfermedad de origen génetico causada por una deleción 17p11.2, es decir la pérdida de un fragmento del cromosoma 17 humano. Provoca síntomas y malformaciones múltiples que afectan a varios órganos, incluyendo déficit intelectual, retraso en el desarrollo psicomotor y el habla, anomalías craneales, faciales y del esqueleto, así como trastornos psiquiátricos.

## Historia
Fue descrito en 1982 por las especialistas en genética Ana Smith y Ellen Magenis, de las que tomó nombre la afección.

## Frecuencia
Se presenta un caso por cada 20.000 nacimientos, siendo igual de frecuente en los dos sexos y en todos los grupos étnicos.

## Genética

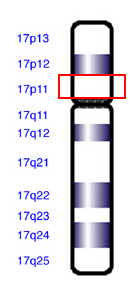
cromosoma 17

El síndrome de Smith–Magenis es una anomalía genética provocada por la pérdida de un fragmento del brazo corto del cromosoma 17 (17p11.2), aunque está fracción del cromosoma contine numerosos genes, se ha descubierto que la mayor parte de los síntomas están provocados por la pérdida del gen  RAI1 (del inglés Retinoic Acid Induced 1). Otros genes del cromosoma 17 son las causantes de la variabilidad de los síntomas, en una pequeña proporción de pacientes existe una mutación que afecta al gen RAI1 en lugar de una deleción cromosómica.
La deleción o mutación del gen  RAI1 provocan una proteína RAI1 ausente o afuncional. Está proteína es un factor de transcripción que regula la expresión de numerosos genes, incluyendo los que actúan como reguladores del ritmo circadiano, de ahí los trastornos del sueño que sufren los pacientes afectados.   Generalmente el síndrome no es hereditario, pues se produce por un cambio genético nuevo que tiene lugar durante la formación del óvulo o el espermatozoide, por ello la mayor parte de los pacientes afectados no tienen antecedentes familiares del mal.

## Síntomas
Existe retraso en el desarrollo intelectual y en el lenguaje. Son características las anomalías en el cráneo y la cara, incluyendo ojos separados (hipertelorismo), puente nasal deprimido, labio superior evertido, micrognatia, braquicefalia, abombamiento frontal y agenesia dental. Pueden existir anomales en miembros, dedos y columna vertebral, entre ellas escoliosis, braquidactilia y polidactilia. Suele existir perdida de audición parcial, trastornos visuales, incluyendo miopía y en ocasiones desprendimiento de retina. Son habituales las malformaciones de otros órganos, sobre todo anomalías cardiacas, renales y del sistema nervioso central. También son frecuentes los trastornos del comportamiento y las alteraciones en el ritmo de sueño, con pequeñas siestas diurnas y despertares frecuentes durante la noche.

## Diagnóstico
Se sospecha el diagnóstico por los síntomas y se confirma mediante estudio genético y cariotipo que muestra la pérdida de una fracción del brazo corto del cromosoma 17. 

## Consejo genético
El síndrome de Smith-Magenis es de origen genético pero no suele ser hereditario. No obstante, si se identifica el síndrome, se recomienda un estudio cromosómico en los padres, si existe la deleción del cromosoma 17 en alguno de los progenitores, el riesgo de recurrencia en un nuevo embarazo de la pareja alcanza el 50%.

## Tratamiento
No existe tratamiento curativo, las medidas terapéuticas se basan en el control de los síntomas, medidas fisioterapéuticas y de apoyo psicológico.